# الدفاع المشروع عن الشرف (البرازيل)
الدفاع المشروع عن الشرف (بالبرتغالية: Legítima defesa da honra) هو مصطلح قانوني في فقه النظام البرازيلي، يستخدمه الدفاع لتبرير أفعال المدعى عليه كجرائم عاطفية، ويعزو العامل المحفز للجريمة إلى سلوك الضحية. وقد تم استخدام هذا التبرير من بين أسباب أخرى للقضاء أو التقليل من ذنب الزوج أو الحبيب الذي ارتكب العنف ضد الشريكة.